# Товариство порятунку Бессарабії
Товариство порятунку Бессарабії або Одеський комітет порятунку Бессарабії" — це організація в Одесі політичного характеру, заснована в 1918 році за участі київських політичних діячів, яка мала на меті відокремити Бессарабію від Румунії та приєднати її до України, або до Росії, у разі відновлення колишньої царської імперії.

## Учасники
Цю організацію заснували деякі представники бессарабської меншини — колись процвітаючої за царського режиму, яка мала інтерес запропонувати їм усе, і деякий час Товариство фінансово підтримував генерал Денікін. Були й інші подібні групи, розпущені після завершення Паризької мирної конференції та міцного встановлення більшовицького режиму в Росії. Деякі з учасників цих гуртків згодом увійшли до Бессарабського товариства УСРР.

## Цілі та дії
Поряд з Військовим комітетом порятунку Бессарабії, також розташованим в Одесі, ця організація мала серед своїх цілей поширення антирумунської пропаганди в Бессарабії та створення там агітаційних пунктів, які в потрібний момент могли б підняти повстання в тилу румунів. передній. Також однією з цілей було сприяти вербовці молоді, особливо офіцерів, щоб вони могли поїхати в Україну, щоб приєднатися до загонів, які згодом наступатимуть на територію Бессарабії.
Меморандум цього товариства, складений за наказом Володимира Леніна, був представлений на Паризькій мирній конференції з наміром довести, що Сфатул Церій не була справжнім парламентом і що колишня губернія насправді була окупована румунською армією. Ця записка містила всю більшовицьку аргументацію, яка ставила під сумнів об'єднання Бессарабії з Румунією.